# Biblioteka Nauki
Biblioteka Nauki – polska biblioteka cyfrowa udostępniająca pełne teksty artykułów publikowanych w polskich czasopismach naukowych i pełne teksty wybranych książek naukowych wraz z ich metadanymi.
Biblioteka jest prowadzona przez Interdyscyplinarne Centrum Modelowania Matematycznego i Komputerowego Uniwersytetu Warszawskiego.